# يوشيهارو أوينو
يوشيهارو أوينو (باليابانية: 上野 良治) (مواليد 21 أبريل 1973)، هو لاعب كرة قدم ياباني سابق كان يلعب كلاعب وسط. سبق له أن لعب مع منتخب اليابان.

## وصلات خارجية
- يوشيهارو أوينو على موقع رابطة كرة القدم اليابانية للمحترفين (اليابانية)
- يوشيهارو أوينو على موقع قاعدة بيانات كرة القدم.إي يو (الإنجليزية)
- يوشيهارو أوينو على موقع ناشيونال فوتبول تيمز (الإنجليزية)
- يوشيهارو أوينو على موقع Soccerway.com (الإنجليزية)
- يوشيهارو أوينو على موقع عالم كرة القدم.نت (الإنجليزية)
- يوشيهارو أوينو على موقع كووورة

- National Football Teams
- Japan National Football Team Database